# Lena Sjöholm
Lena Sjöholm, född 7 augusti 1946, är en svensk bågskytt. Hon deltog vid olympiska sommarspelen 1976.